# Џулфа
Џулфа (азер. Culfa; јерм. Ջուղա) је административни центар Џулфинског рејона Нахчиванске аутономне републике у Азербејџану.
Џулфа је одвојена реком Аракс од свог имењака, града Џулфе на иранској страни границе. Та два града повезана су друмским и железничким мостом.

## Историја
Према предању, оснивач Џулфе је био краљ Јерменије Тигран I. Постојећи као село у раном средњем веку, израстао је у град између 10. и 13. века, са становништвом које је било готово у потпуности јерменско. Једно време је Џулфа била једно од најважнијих насеља у средњовековној Јерменији. Постало је просперитетно током 15. до 17. века због улоге коју је имало у међународној трговини, јер се налазило дуж древних трговачких путева од Персије, Блиског истока, Југоисточне Азије, Индије, до Русије, Медитерана и Северозападне Европе.
1603. године, током Отоманско-сафавидског рата (1603—1618), персијски шах Абас I Велики преузео је Џулфу од Османског царства и јерменско становништво га је видело као ослободиоца. Међутим, Абас је схватио да није у стању да одбрани територију дуж реке Аракс од провала Османлија. Његово решење је било да евакуише регион, водећи политику спаљене земље како би спречио да његово богатство и становништво падну у османске руке. У октобру 1605. године, шах је издао едикт којим је прогласио да целокупно становништво Џулфе мора напустити своје домове  и пресели се дубоко у Персијско царство.  Према летописцу Аракелу из Табриза из 17. века, становништво је указом имало три дана да оде или да се суочи са масакром. Око три хиљаде породица је депортовано из Џулфе, а многи су се утопили покушавајући да пређу Аракс. По завршетку депортације, град је уништен ватром како би спречио повратак становника. Становништво је насилно пресељено у Исфахан у Персији (данашњи Иран), где је основан нови град, Нова Џулфа. Нова Џулфа је сада четврт Исфахана и данашње је средиште иранског јерменског становништва у Ирану. 1606. године извршена је друга депортација становника који су избегли прву депортацију или су се вратили у међувремену. Изненадни и драматични пад Џулфе оставио је дубок и трајан утисак на јерменско друштво и културу, што је забележено у хроникама из 17. века. Град остаје важан симбол у колективном сећању иранских Јермена.
У 17. веку је основано мало насеље усред рушевина уништеног града, који је 1747. године постао део Нахчиванског каната у оквиру Каџарског Ирана. Почетком 19. века ово насеље се преселило на нову локацију три километра источно од историјског града, на месту где се река Алиња улива у Аракс. После руско-персијског рата и Туркменчајског споразума 1828. године, село Џулфа је постало званични гранични прелаз између Перзије и Русије јер је прво било приморано да уступи своје последње преостале кавкаске територије.
Град је постао део Јерменске области од 1840. до 1847. године, а затим део Јереванске губерније Руске империје између 1847. и 1917. Према попису становништва Руског империје 1897. године, Џулфа је била село са 763 становника, од чега 751 Јермена. Након руске револуције, између 1918. и 1920. године, Џулфа је била предмет територијалног спора између Демократске Републике Јерменије и Азербејџанске демократске републике. Као резултат Карског споразума, постала је део Нахчиванске аутономне совјетске социјалистичке републике у оквиру Азербејџанске ССР.
Персијски коридор је пролазио кроз Џулфу током Другог светског рата, доносећи залихе из других савезничких држава у Совјетски Савез.
Током сукоба између Азербејџана и Јерменије око статуса Нагорно-Карабаха од 1988. до 1994. године, преостало јерменско становништво (које је полако опадало због емиграције током совјетске ере) је или евакуисано или је присилно депортовано у Јерменију.

## Стара Џулфа и јерменско гробље
Главни чланак: Јерменско гробље у Џулфи
Почетком 20. века, остаци средњовековног насеља обухватали су масивни срушени мост, два велика каравансараја (један на иранској страни границе), зидове тврђаве и неколико јерменских цркава. Најуочљивији остатак старе Џулфе било је огромно јерменско гробље у граду, смештено западно од срушеног града, на три ниска брда подељена малим долинама. Садржао је највећу сачувану колекцију јерменских надгробних споменика хачкара, већина датирана у 15. и 16. век. Једна од најранијих референци на локацију је она француског језуитског мисионара Александра де Рода, који је написао да је током посете 1648. године видео преко десет хиљада надгробних споменика. Међутим, велики број камених споменика је уништен током изградње железничке пруге до Џулфе почетком 20. века.
Седамдесетих година, према истраживањима Аргама Аивазиана на гробљу од 1971. до 1973. године, на првом гробљу било је, усправно или срушено, 462 хачкара, на другом 1.672, а на трећем 573 хачкара. Поред ових хачкара, на истом гробљу било је више од хиљаду надгробних споменика у облику овна, забата или равних плоча. Додатних 250 хачкара избројано је на гробљу оближњег манастира Светог Христа Спаситеља и у другим деловима градског налазишта. Процењено је да је број хачкара и надгробних споменика у облику овна закопаних у земљу или у фрагментима, на главном гробљу и на другим местима, више од 1.400.

### Уништавање
Између 1998. и 2006. године цело гробље је уништено. Разне фазе процеса уништавања документоване су фотографским и видео доказима преузетим са иранске стране границе.   Међутим, влада и државни званичници Азербејџана негирали су да је дошло до било каквих разарања, наводећи да на том месту никада није постојало јерменско гробље и да Јермени никада нису живели у Џулфи. Азербејџан је до данас одбио да дозволи истражитељима приступ локацији. Европски парламент је формално позвао Азербејџан да заустави рушење као кршење Унескоове Конвенције о светској баштини. Према својој резолуцији у вези са споменицима културе на Јужном Кавказу, Европски парламент „најоштрије осуђује уништавање гробља Џулфа као и уништавање свих места од историјског значаја која су се догодила на јерменској или азербејџанској територији и осуђује сваку такву акцију која тежи да уништи културно наслеђе“. Азербејџан је 2006. године забранио Европском парламенту да прегледа и испита древно налазиште, наводећи да је доношењем претходно поменуте резолуције Парламент починио непријатељски чин против Азербејџана. Институт за извештавање о рату и миру известио је 19. априла 2006. године да „од прослављених камених крстова Џулфе није остало ништа“.
После још неколико одложених посета, инспектори Парламентарне скупштине Савета Европе планирали су поновни покушај за 29. август - 6. септембар 2007. године, предвођен британским послаником Едвардом О’Харом. Поред Нахчивана, делегација би посетила и Баку, Јереван, Тбилиси и Нагорно-Карабах. Инспектори су планирали да организованим превозом посете Нагорно Карабах преко Јерменије. Међутим, 28. августа шеф азербејџанске делегације у Парламентарној скупштини објавио је захтев да инспектори морају преко Азербејџана ући у Нагорно Карабах. 29. августа, генерални секретар Парламентарне скупштине Матео Соринас најавио је да посета мора бити отказана због потешкоћа у приступу Нагорно-Карабаху путем који захтева Азербејџан. Министарство спољних послова у Јерменији издало је саопштење у којем се каже да је Азербејџан зауставио посету "искључиво због намере да прикрију рушење јерменских споменика у Нахчивану".

## Џулфа у култури
Изненадни и драматични пад Старе Џулфе у 17. веку оставио је дубок и трајан утисак на јерменско друштво и културу. Током 19. века, песници попут Ованес Туманјана и историчари попут Гевонд Алишана стварали су дела заснована на том догађају. Емоције настале као резултат уништења гробља 2006. године указују на то да судбина Џулфе и даље одјекује у савременом јерменском друштву.

## Демографија
| Година | Јермени | %    | Азери | %    | Руси | %    | Укупно |
| ------ | ------- | ---- | ----- | ---- | ---- | ---- | ------ |
| 1897   | 751     | 98   |       |      |      |      | 763    |
| 1926   | 293     | 43,9 | 243   | 36,4 | 87   | 13   | 667    |
| 1939   | 866     | 34,2 | 1358  | 53,7 | 225  | 8,9  | 2530   |
| 1959   | 656     | 16,3 | 2797  | 69,6 | 460  | 11,5 | 4017   |
| 1970   | 581     | 10,7 | 4321  | 79,6 | 452  | 8,3  | 5431   |
| 1979   | 193     | 2,8  | 5904  | 85,3 | 763  | 11,0 | 6919   |